# Diplasiaster
Diplasiaster is een geslacht van zeesterren uit de familie Goniasteridae.				

## Soort
- Diplasiaster productus (A.H. Clark, 1917)